# Mason Briggs
Mason Briggs (Long Beach, 21 gennaio 2001) è un pallavolista statunitense, libero del Nice.

## Biografia
È il fratello dei pallavolisti Trevor e Tanner Briggs.

## Carriera

### Club
Cresciuto partecipando ai tornei scolastici californiani con la Bishop Alemany HS, approda poi nella lega universitaria NCAA Division I, dove gioca dal 2020 (quando il torneo viene cancellato a causa della pandemia di COVID-19 negli Stati Uniti d'America) al 2024 con la CSU Long Beach: si classifica per tre volte al torneo nazionale, disputando due finali per il titolo e raccogliendo numerosi riconoscimenti individuali.
Nella stagione 2024-25 inizia la sua carriera da professionista nella Ligue A francese, ingaggiato dal Nice.

### Nazionale
Fa parte della nazionale statunitense under 19 che conquista la medaglia d'argento al campionato nordamericano 2018 e poi partecipa al campionato mondiale 2019.
Nel 2021 debutta in nazionale maggiore in occasione del campionato nordamericano. Un anno dopo vince la medaglia di bronzo alla NORCECA Final Six, venendo anche premiato come miglior ricevitore, e alla Coppa panamericana, ricevendo in questo caso il riconoscimento come miglior difesa del torneo. Conquista poi l'oro alla NORCECA Final Six 2023, bissato nell'edizione seguente (in cui viene anche premiato come miglior ricevitore), e poi l'argento alla Coppa panamericana 2024, impreziosito nuovamente dal premio come miglior ricevitore.

## Palmarès

### Nazionale (competizioni minori)
- Campionato nordamericano under 19 2018
- NORCECA Final Six 2022
- Coppa panamericana 2022
- NORCECA Final Six 2023
- Coppa panamericana 2024
- NORCECA Final Six 2024

### Premi individuali
- 2020 - All-America Second Team
- 2022 - All-America First Team
- 2022 - NORCECA Final Six: Miglior ricevitore
- 2022 - Coppa panamericana: Miglior difesa
- 2023 - All-America First Team
- 2023 - NCAA Division I: Fairfax National All-Tournament Team
- 2024 - All-America First Team
- 2024 - Coppa panamericana: Miglior ricevitore
- 2024 - NORCECA Final Six: Miglior ricevitore